# AMP Technical Services DSR-1
AMP Technical Services DSR-1 — немецкая снайперская винтовка, разработанная фирмой DSR-precision GmbH с учётом опыта, полученного при создании винтовки ERMA SR-100.
Для стрельбы из DSR-1 применяются винтовочные патроны калибра 7,62 мм NATO (.308 Win), .300 Win Mag и .338 Lapua Mag. Технически представляет собой 5-зарядную винтовку с продольно-скользящим поворотным затвором, построена в компоновке «буллпап». Подача патронов при стрельбе производится из отъемных коробчатых магазинов ёмкостью 5 патронов.
Винтовка комплектуется оптическим прицелом. DSR-1 состоит на вооружении ряда европейских формирований, таких как немецкие SEK M, KSK и GSG-9.
DSR-1, как утверждает производитель, обеспечивает исключительно высокую точность стрельбы — до 0.2 МОА, подобные результаты достигаются при стрельбе специальными снайперскими патронами и в хороших погодных условиях (без ветра).